# Makbet (król Szkocji)
Makbet, gael. Mac Bethad mac Findlaích (ur. ok. 1005, zm. 15 sierpnia 1057), król Szkocji w latach 1040–1057.
Syn Finnleacha z Moray i młodszej córki Malcolma II; mąż królowej Gruoch, pierwowzoru postaci lady Makbet z dramatu Williama Szekspira.
Jako piętnastolatek stracił ojca, w dwanaście lat później zemścił się krwawo na jednym z morderców, paląc go i jego towarzyszy żywcem. W 1040 roku zabił Duncana I w potyczce pod Bothgouanan koło Elgin i objął tron Szkocji. Zwolennicy zabitego króla nie dali jednak za wygraną. W 1045 r. Makbet pokonał armię ojca Duncana, Crinana, pod Dunkeld, a w następnym roku odparł najazd angielskiego earla Northumbrii Siwarda. Następnego jednak najazdu Siwarda w 1054 r. nie udało się Makbetowi odeprzeć, został pokonany w bitwie pod Dunsinane (Dunsinnan) koło Perth, w wyniku czego musiał zrzec się części południowej Szkocji na rzecz syna Duncana, Malcolma. W 1050 Makbet udał się w pielgrzymkę do Rzymu, żeby odkupić swe grzechy. Po jego powrocie, w 1057 r. Malcolm ze swoją armią, zgromadzoną przy angielskiej pomocy, wtargnął w głąb Szkocji. Do decydującej bitwy doszło pod Lumphanan koło Aberdeen, gdzie Makbet został pokonany i zabity. Pochowano go na wyspie Iona, tradycyjnym miejscu pochówku prawowitych władców Szkocji.
Mimo tych wojen czasy panowania Makbeta były dla Szkocji latami pomyślnymi, władca troszczył się o swoich poddanych, ukrócił anarchię, jako pierwszy zorganizował w Szkocji oddziały stróżów prawa, starał się scalić kraj w jeden silny i stabilny organizm państwowy.
Z czasem historia Makbeta obrosła legendą, która posłużyła za kanwę tragedii Makbet Shakespeare’a (ok. 1606). Verdi napisał operę Makbet (1847), a Richard Strauss poemat muzyczny pod tym samym tytułem.